# Bogdan Makarow
Bogdan „B.M“ Makarow (* 18. Oktober 1992 in Podolsk, Oblast Moskau) ist ein russischer Metal-Musiker und Multiinstrumentalist.

## Karriere
Der am 18. Oktober 1992 in Podolsk geborene Makarow begann sein musikalisches Schaffen im Jahr 2010, als er das Atmospheric-Black-Metal-Projekt Annorkoth ins Leben rief und bis zu dessen Auflösung im Jahr 2013 fünf Studioalben, mehrere EPs, Demos und Split-Werke herausbrachte. Im Jahr 2011 startete er gemeinsam mit der polnischen Musikerin Eija Risen das Projekt Astral Monolith, welches ein Jahr darauf mit dem gleichnamigen Album ihr bisher einziges Werk veröffentlichte.
Im Jahr 2012 gründete Makarow mit A Light in the Dark, Autumn’s Kingdom und Blurry Lights drei weitere Projekte. Letzteres ist im Post-Rock verwurzelt. 2013 erfolgte die Gründung des Atmospheric-Black-Metal-Projektes Skyforest, mit welchem er drei vollwertige Alben und eine EP herausbrachte. Darüber hinaus veröffentlicht er unter dem Projekt Hiki Musik, welche dem Dream Pop und dem Shoegazing zuzuordnen ist.
Ein weiteres Metal-lastigeres Musikprojekt Makarows trägt den Namen Délice.

## Veröffentlichung

### Mit A Light in the Dark
- → Hauptartikel: A Light in the Dark#Diskografie

### Mit Skyforest
- → Hauptartikel: Skyforest#Diskografie

### Mit Annorkoth
- 2010: Demo (Demo, Eigenvertrieb)
- 2011: Chapters of Cold (Split mit Mealann)
- 2011: Deep Dark Space (EP, Eigenvertrieb)
- 2011: Demo II (Demo, Eigenvertrieb)
- 2011: Silent Woods (Album, Eigenvertrieb)
- 2011: Demo 2011 (Demo, Eigenvertrieb)
- 2011: Through the Woods and Mountains (Split mit Kurgal)
- 2011: Voids (EP, Eigenvertrieb)
- 2011: Depth of the Most Tortuos (Split mit Arvorar, Sunshine Dust, Invism und The Descent of the Sun, Depressive Illusions Records)
- 2011: Annorkoth / Stan Dish (Split mit Stan Dish)
- 2011: The Everlasting Kingdom of Dreams (Split mit Adabroc)
- 2011: Paths of Sadness (Split mit Coldnight)
- 2011: Neglected Skies / Annorkoth (Split mit Neglected Skies)
- 2011: Wind of Death (Album, Eigenvertrieb)
- 2011: The Eternal Coldness (Album, Eigenvertrieb)
- 2011: Napistum (Split mit Amelnakru)
- 2011: When All Hope Is Lost (Split mit Negativity)
- 2011: Retreat of Emptiness (Split mit Pain Is A Narcotic, Depressive Illusions Records)
- 2011: Dying to Drift (Split mit Astarot, Lapageria Rosea und Anti Society, Depressive Illusions Records)
- 2011: In the Solitary Illusion of Forests (Split mit Arvovar, A Cloud In Circle, A Premonition, Neglected Skies, Eisendorn und The Descent of the Sun, Depressive Illusions Records)
- 2012: Annorkoth (Album, Depressive Illusions Records)
- 2012: A Funeral Within Deep Forest (Split mit Ölüm, Depressive Illusions Records)
- 2013: The Last Days (Album, Depressive Illusions Records)
- 2013: A Dark Tribute (Split mit Ölüm, Depressive Illusions Records, limitiert auf 33 Kopien)

### Mit Astral Monolith
- 2012: Astral Monolith (Album, Eigenvertrieb)

### Mit Autumn’s Kingdom
- 2012: Demo I (Demo, From the Dark Past)
- 2013: Demo II (Demo, From the Dark Past)
- 2013: Autumn’s Kingdom (Album, From the Dark Past)

### Mit Blurry Lights
- 2012: Timeless (EP, Eigenverlag, nur digital)
- 2013: Cold Night Before the Dawn (EP, Eigenverlag, nur digital)
- 2013: Constellations (Album, Eigenverlag, nur digital)
- 2013: Sounds of Emotions (Album, Eigenverlag, nur digital)
- 2014: A Romantic Dream (Album, Eigenverlag, nur digital; Remastered 2016)
- 2014: Dreamwaves (Album, Eigenverlag, nur digital)
- 2015: Blurry Lights (Album, Eigenverlag, nur digital)
- 2018: Our New World (Album, Eigenverlag, nur digital)

### Mit Délice
- 2019: Sillage (Album, Spirits in the Air Records, Casus Belli Musica, Beverina Productions; Neuauflage 2020 via Casus Belli Musica, Beverina Productions)

### Mit Hiki
- 2014: Hiki (Album, Eigenverlag, nur digital)
- 2014: I Will Remember These Days (Album, Eigenverlag, nur digital)
- 2015: Brighter Days (Album, Eigenverlag, nur digital)
- 2015: Saturday Calm (Album, Eigenverlag, nur digital)
- 2016: Stargaze (Album, Depressive Illusions Records)
- 2017: Closer (Album, Depressive Illusions Records)
- 2020: Green Horizon / Hiki (Split-Veröffentlichung mit Green Horizon)
- 2020: A Trip to the Sea (Album, Eigenverlag, nur digital)